# József Pataki
József Pataki a fost primar al orașului Cluj din 1861 până în 1867.